# Vlatko Andonovski
Vlatko Andonovski (mazedonisch Влатко Андоновски;* 14. September 1976 in Skopje, SR Mazedonien, SFR Jugoslawien) ist ein ehemaliger US-amerikanischer Fußballspieler und heutiger -trainer mit mazedonischen Wurzeln.

## Karriere

### Spieler
Andonovski spielte sechs Jahre lang im mazedonischen Ligafußball für die Hauptstadtvereine Rabotnički Skopje, Makedonija Skopje und Vardar Skopje. In den USA lief er ab dem Jahr 2000 im Indoor Soccer bei den Wichita Wings in der NPSL, sowie den Kansas City Comets, California Cougars und Philadelphia KiXX in der MISL auf.

### Trainer
Ab dem Jahr 2010 war Andonovski Co-Trainer von Kim Røntved bei der neugegründeten Indoor-Soccer-Franchise der Missouri Comets. Im Dezember 2012 wurde er zum ersten Cheftrainer in der Geschichte der NWSL-Franchise des FC Kansas City ernannt und erreichte mit Kansas in der Saison 2013 die Play-offs, in denen man im Halbfinale mit 2:3 n. V. am späteren Meister Portland Thorns FC scheiterte. Dennoch wurde Andonovski zum Trainer des Jahres in der NWSL gewählt und rückte zusätzlich ab August 2013 zum Cheftrainer der Missouri Comets auf. Im Sommer 2016 beendete Andonovski seine Tätigkeit bei den Comets, um sich auf den FC Kansas City zu konzentrieren. Zur Saison 2018 wechselte er als Nachfolger von Laura Harvey zum Seattle Reign FC.
Am 28. Oktober 2019 wurde er als neuer Trainer der US-amerikanischen Fußballnationalmannschaft der Frauen benannt. Nach dem Ausscheiden des Teams bei der Fußball-Weltmeisterschaft der Frauen 2023 trat er als Cheftrainer zurück, die bisherige Co-Trainerin Twila Kilgore übernahm interimistisch die Betreuung.

## Erfolge und Auszeichnungen
- 2013, 2019: Trainer des Jahres in der NWSL
- 2014, 2015: Meister der NWSL